# Cromolitografia

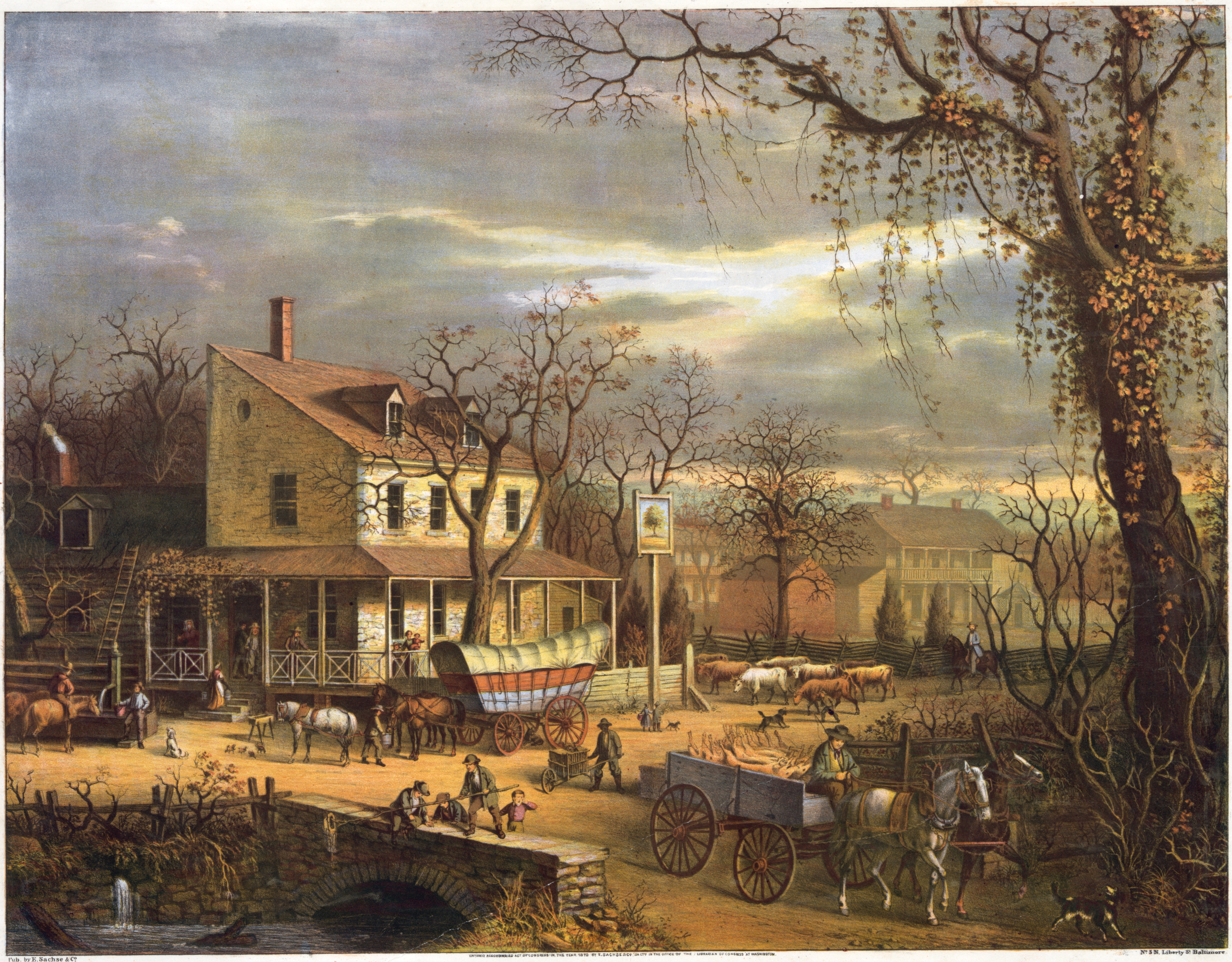
Cena americana, publicada em c. 1872 por E. Sachse & Co

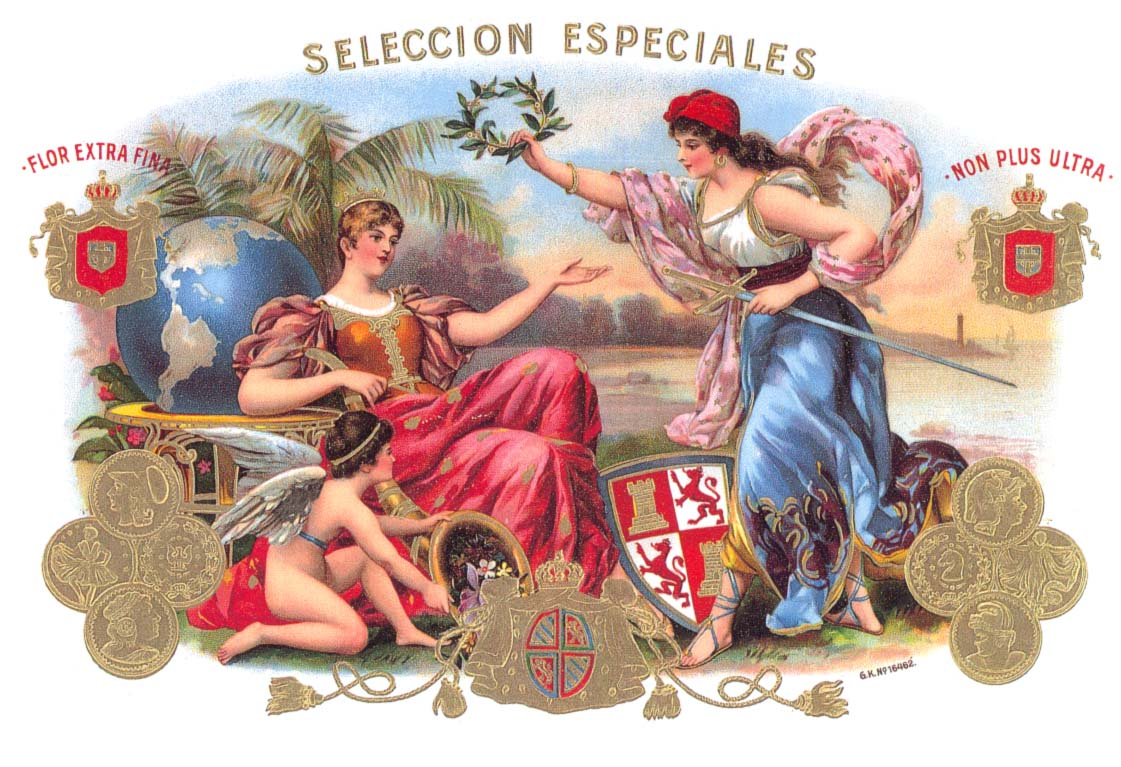
Capa de uma caixa de cigarros de 1910

Cromolitografia é um método para fazer impressões multicoloridas. Este tipo de impressão em cores resultou do processo de litografia e inclui todos os tipos de litografia que são impressos a cores. Quando a cromolitografia é usada para reproduzir fotografias, o termo fotocromo é frequentemente usado. Os litógrafos procuraram encontrar uma maneira de imprimir em superfícies planas com o uso de produtos químicos em vez de relevo elevado ou técnicas de intaglio embutido. 

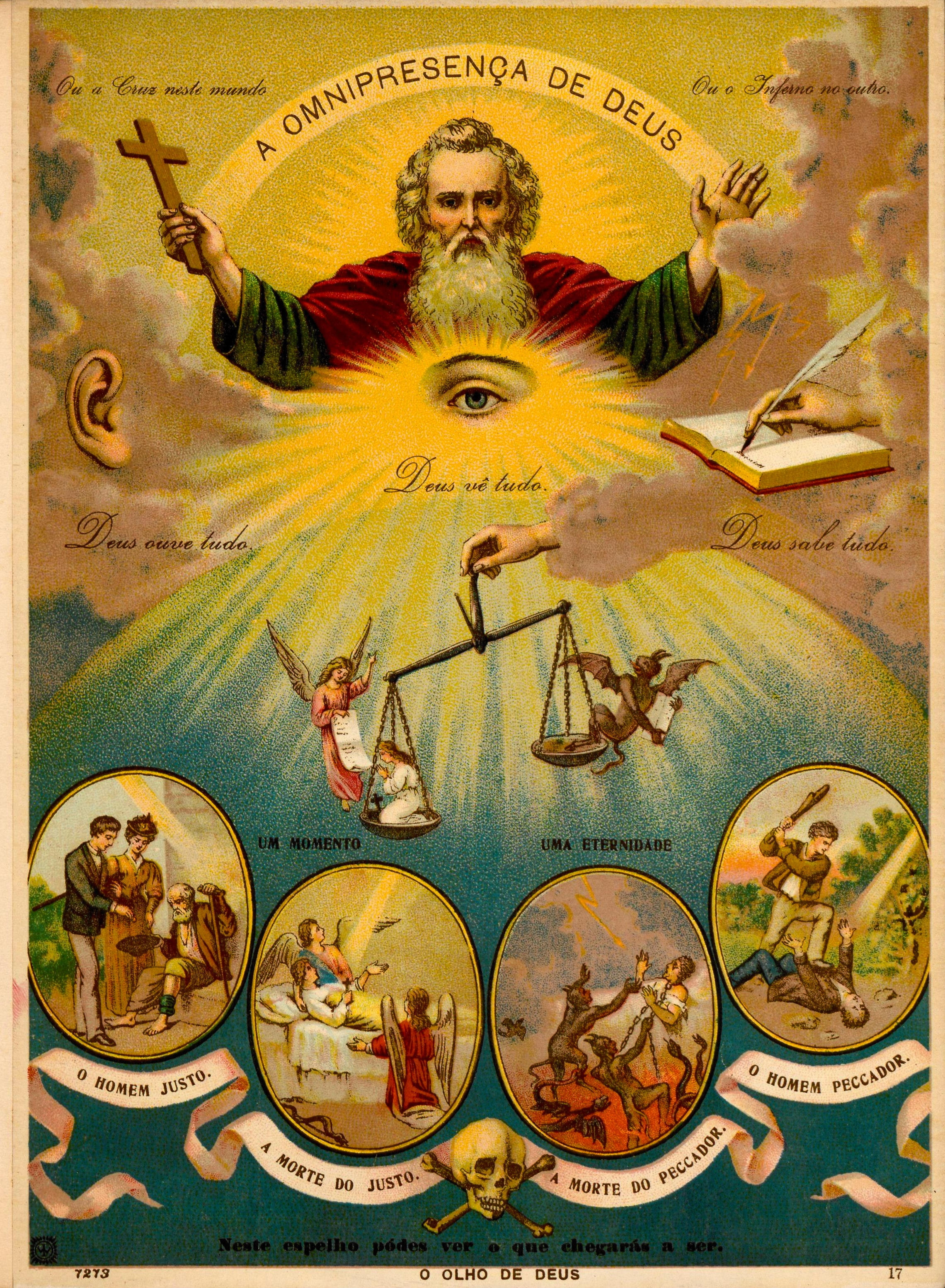
Cromolitográfico do Brasil, representando a onipresença de Deus, aproximadamente de 1919.

A cromolitografia tornou-se o mais bem-sucedido de vários métodos de impressão em cores desenvolvidos pelo século 19; outros métodos foram desenvolvidos por tipógrafos como Jacob Christoph Le Blon, George Baxter e Edmund Evans, e principalmente se basearam no uso de vários blocos de madeira com as cores. A coloração manual também permaneceu importante; elementos dos mapas oficiais do British Ordnance Survey foram coloridos à mão por meninos até 1875. A técnica cromolitográfica inicial envolvia o uso de múltiplas pedras litográficas, uma para cada cor, e ainda era extremamente cara quando feita para obter os melhores resultados de qualidade. Dependendo do número de cores presentes, um cromolitógrafo pode levar até mesmo meses para ser produzido.
No entanto, impressões muito mais baratas poderiam ser produzidas simplificando tanto o número de cores usadas quanto o refinamento dos detalhes na imagem. Imagens mais baratas, como anúncios, dependiam fortemente de uma impressão preta inicial (nem sempre uma litografia), na qual as cores eram então superimpressas. Para fazer uma impressão de reprodução cara, antes referida como um "cromo", um litógrafo, com uma pintura acabada à sua frente, gradualmente criou e corrigiu as muitas pedras usando provas para se parecer o máximo possível com a pintura, às vezes usando dezenas de camadas.
Oleograph é às vezes usado como sinônimo de um cromolitógrafo, mas mais propriamente se refere a um cromolitógrafo que foi então tratado para imitar a superfície variável de uma pintura a óleo, seja por escovação com verniz, ou alguma forma de gravação ou estampagem. A estampa geralmente é colada na tela para promover a imitação.